# Camalig
Camalig là đô thị hạng 2 ở tỉnh Albay, Philippines. Theo điều tra dân số năm 2015, đô thị này có dân số 66.904 người trong.

## Các khu phố (barangay)
Camalig được chia thành 50 khu phố (barangay).
| - Anoling - Baligang - Bantonan - Bariw - Binanderahan - Binitayan - Bongabong - Cabagñan - Cabraran Pequeño - Calabidongan - Comun - Cotmon - Del Rosario - Gapo - Gotob - Ilawod - Iluluan | - Libod - Ligban - Mabunga - Magogon - Manawan - Maninila - Mina - Miti - Palanog - Panoypoy - Pariaan - Quinartilan - Quirangay - Quitinday - Salugan - Solong - Sua | - Sumlang - Tagaytay - Tagoytoy - Taladong - Taloto - Taplacon - Tinago - Tumpa - Barangay 1 (Pob.) - Barangay 2 (Pob.) - Barangay 3 (Pob.) - Barangay 4 (Pob.) - Barangay 5 (Pob.) - Barangay 6 (Pob.) - Barangay 7 (Pob.) - Caguiba |